# Mihai Moldovan
Mihai Moldovan (ur. 5 listopada 1937 w Deju, zm. 11 listopada 1981 w Medgidii) – rumuński kompozytor.

## Życiorys
W latach 1956–1959 studiował w konserwatorium w Klużu, gdzie jego nauczycielem był Sigismund Toduță. Następnie od 1959 do 1962 roku kształcił się w konserwatorium w Bukareszcie u Mihaila Jory, Zeno Vancei i Anatola Vieru. Dwukrotny laureat nagrody Związku Kompozytorów Rumuńskich (1969 i 1972). W swojej twórczości czerpał z rumuńskiego folkloru muzycznego, który łączył ze współczesnym językiem dźwiękowym. Tworzył muzykę na potrzeby radia i telewizji.

## Wybrane kompozycje
(na podstawie materiałów źródłowych)

### Utwory orkiestrowe
- Koncert na obój i orkiestrę (1964)
- Texturi na orkiestrę kameralną (1967)
- Poem na fale Martenota i orkiestrę kameralną (1967)
- Vitralii (1968)
- Scourge (1969)
- Tulnice na 4 flety, 8 rogów, harfę, 4 wiolonczele, 4 kontrabasy i perkusję (1971)
- Sinfonia na smyczki (1972)
- Koncert na kontrabas i orkiestrę (1973)
- Cantemirian (1976)
- Omagiu lui Anton Pann (1976)
- Rezonante (1976)
- Memoria Putnei na smyczki (1978)

### Utwory kameralne
- Sonatina na skrzypce (1967)
- 2 kwartety smyczkowe (I 1968, II 1978)
- Incantations na klarnet i fortepian (1968)
- Cadenza I na puzon i perkusję (1971)
- Cadenza II na kontrabas (1971)
- Cadenza III na flet i perkusję (1971)
- Imaginati-vă un spectacol Kabuki na zespół kameralny (1978)
- Cadenza V na wiolonczelę i trąbkę (1980)

### Kantaty
- Soare al păcii (1962)
- Prefigurarea primăverii (1962)
- Bocet (1963)
- 6 stări de nuanță (1966)
- Cintare omului (1967)
- Luceafăru de ziua (1977)

### Utwory wokalno-instrumentalne
- Rituale na sopran i orkiestrę (1963)
- Soleil de la paix na chór dziecięcy i orkiestrę (1972)
- Cîntece străbune na sopran, flet, klarnet, róg, trąbkę, puzon, fortepian, wibrafon, ksylofon i kwartet smyczkowy (1972)

### Opery
- Trepte ale istoriei (1972)
- Micul prinț (1977–1978)